# Terran 1
Terran 1 est un lanceur léger américain dont le premier et seul vol a eu lieu le 23 mars 2023. Cette fusée est développée par la start-up Relativity Space, basée à Los Angeles en Californie. Celle-ci a été fondée en 2015 pour développer une famille de lanceurs avec un recours particulièrement important à l'impression 3D. Ceux-ci utilisent des moteurs-fusées développés en interne utilisant comme ergols le méthane et l'oxygène. La commercialisation du lanceur est  abandonnée le 12 avril 2023 en faveur du développement du lanceur plus puissant de la société, Terran R.

## Développement du lanceur
Le lanceur léger Terran 1 est développé par la société Relativity Space créée en 2015 par des ingénieurs issus de deux grandes sociétés du secteur spatial : SpaceX et Blue Origin. Ceux-ci souhaitent pousser plus loin l'optimisation de la fabrication par un usage intensif de l'impression 3D qui permet théoriquement d'abaisser les coûts. Jusque là, seules certaines pièces d'un lanceur étaient construites à l'aide de ce procédé. Le choix de Relativity Space de généraliser ce procédé comporte un risque d'échec important dû au manque de maturité de la technique d'impression en 3D à grande échelle et de sa fiabilité. Les ingénieurs de Relativity Space conçoivent une première version d'un lanceur léger dont les dimensions sont revues à la hausse en 2019 (charge utile, diamètre, taille de la coiffe, poussée des moteurs) pour répondre aux besoins des utilisateurs potentiels. Le vol inaugural est initialement prévu en 2020 mais est successivement repoussé à 2021, 2022 puis 2023.
La société a l'intention de capitaliser sur le savoir acquis en développant avec la même méthode de fabrication le lanceur Terran R entièrement réutilisable et dans la classe des lanceurs moyens, comparable à la fusée Falcon 9 (20 tonnes en orbite basse).

## Abandon de la commercialisation du lanceur (avril 2023)
Le 12 avril 2023, Relativity annonce qu'elle retire du service Terran 1 pour se concentrer sur le développement de Terran R. Le premier vol du lanceur est repoussé à 2026.

## Caractéristiques techniques
Terran 1 est un lanceur non réutilisable bi-étages haut de 35 mètres pour un diamètre de 3 mètres. La majeure partie des composants sont réalisés par impression 3D : dôme inter-réservoir, parois des réservoirs, éléments des moteurs-fusées dont la chambre de combustion. La structure de la fusée est réalisée dans un alliage d'aluminium imprimable dont le brevet est détenu par la société. Les deux étages sont propulsés par des moteurs-fusées à ergols liquides brûlant un mélange de gaz naturel liquéfié (97% de méthane) et d'oxygène liquide. Les ergols sont maintenus sous pression dans les réservoirs par un système de pressurisation autogène (une fraction de l'ergol est réchauffé via un échangeur thermique accouplé au moteur-fusée et réinjecté sous forme gazeuse dans le réservoir). La fusée peut placer une charge utile de 1479 kg en orbite terrestre basse (300 km) et 898 kg sur une orbite héliosynchrone (500 km), :
- Le premier étage haut de 24,3 mètres pour un diamètre de 2,3 mètres est propulsé par neuf moteurs-fusées à ergols liquides Aeon 1 développés par Relativity Space dont la poussée totale est 920 kilonewtons. Ce moteur-fusée utilise un cycle générateur de gaz et comporte deux turbopompes. Le ratio entre les deux ergols est réglable. La chambre de combustion est refroidie via un cycle régénératif : le GNL liquide circule dans des parois de la chambre avant d'être réinjecté dans celle-ci pour contribuer à la combustion. Le moteur-fusée est orientable à l'aide d'un système reposant sur des vérins électriques. La mise à feu du moteur est réalisé par un allumeur gaz-gaz. Le système de séparation de l'étage utilise des vérins pneumatiques.
- Le deuxième étage haut de 8,1 mètres pour un diamètre de 2,3 mètres est propulsé par un moteur AeonVac, version optimisée pour le vide de l'Aeon 1 (rapport de section = 165). Sa poussée est de 126 kN. Le moteur peut être rallumé à plusieurs reprises. Le contrôle d'orientation est réalisé par modification de l'orientation du moteur-fusée sur deux des axes, complété par l'action de propulseurs à gaz froid.
- La coiffe est métallique. Elle est haute de sept mètres et a un diamètre de trois mètres. Le système d'éjection utilise des vérins pneumatiques.

## Installations au sol
La fusée Terran 1 est assemblée dans une usine de 11 000 mètres carrés située à Long Beach, en Californie où se situe également le siège social de la société. La société utilise les installations du John C. Stennis Space Center, établissement de la NASA situé dans le Mississippi, pour tester ses moteurs-fusées.
Relativity Space prévoit d'effectuer ses premiers lancements depuis le complexe de lancement 16 (LC-16) de la Base de lancement de Cape Canaveral qui était désaffecté et qu'elle a adapté pour son lanceur. La société prévoit également de lancer dans le futur ses fusées depuis le complexe de lancement B330 de la base de lancement de Vandenberg (Californie), en particulier pour les satellites placés en orbite polaire et héliosynchrone.

## Prix et comparaison avec les autres lanceurs légers
Le prix catalogue (septembre 2021) du lanceur est de 12 millions US$. Terran 1 est en concurrence avec plusieurs lanceurs américains de la même catégorie :
| Lanceur                                    | Prix (millions US$) | Charge utile (kg) (orbite basse) | Prix au kg (US$) | Charge utile (kg) (orbite héliosynchrone 500 km) | Prix au kg (US$) | Statut du lanceur (avril 2023)     |
| ------------------------------------------ | ------------------- | -------------------------------- | ---------------- | ------------------------------------------------ | ---------------- | ---------------------------------- |
| Terran 1                                   | 12                  | 1 250                            | 9 600            | 900                                              | 13 333           | Retiré du service                  |
| LauncherOne                                | 12                  | 500                              | 24 000           | 300                                              | 40 000           | Opérationnel                       |
| Electron                                   | 7,5                 | 300                              | 25 000           | 200                                              | 37 500           | Opérationnel                       |
| Firefly Alpha                              | 15                  | 1 000                            | 15 000           | 600                                              | 25 000           | Opérationnel                       |
| RS1                                        | 12                  | 1 350                            | 8 888            | 1000                                             | 12 000           | En attente d'un premier vol réussi |
| SpaceX Rideshare (Falcon 9, lanceur moyen) | 1,1                 |                                  |                  | 200                                              | 5 500            | Opérationnel                       |

## Historique des lancements

### Vol inaugural
Le premier et unique vol a eu lieu le 23 mars 2023, et n'a pas réussi à atteindre l'orbite. Le vol, repoussé à plusieurs reprises, est d'abord tenté le 8 mars 2023 puis le 11 mars 2023 où il est annulé à la seconde 0 du compte à rebours, puis de nouveau environ 1 heure après, 45 secondes avant le décollage. Le lancement a eu lieu le 23 mars 2023 vers 3 H UTC. Après un bon fonctionnement du 1er étage et sa séparation, le 2e étage s'est allumé pendant quelques secondes avant de s'arrêter. La fusée est montée à plus de 120 km d'altitude avant de retomber.
| Vol n° | Nom | Date         | Pas de tir                  | Charge utile                                               | Masse     | Orbite                              | Résultat |
| --- | --- | ------------ | --------------------------- | ---------------------------------------------------------- | --------- | ----------------------------------- | -------- |
| 1 | Good Luck, Have Fun | 23 mars 2023 | Cap Canaveral LC-16         | Aucune                                                     |           | Orbite basse                        | Échec    |
| 1 | Vol inaugural de la fusée Terran 1 depuis le complexe de lancement 16 aménagé par la société à Cape Canaveral et n'emportant aucune charge utile ,. Le moteur AeonVac s'est éteint peu après son allumage et la fusée n'a pas réussi à atteindre l'orbite. L'objectif principal de ce lancement était de tester la fusée en vol et passer le point de pression dynamique maximal, ce qui a été complété durant ce vol. |              |                             |                                                            |           |                                     |          |
| Lancements prévus mais abandonnés à la suite du retrait de la commercialisation du lanceur | |              |                             |                                                            |           |                                     |          |
| 2 | | juin 2023    | Cap Canaveral LC-16         | VCLS Demo-2R ( NASA)                                       |           | Orbite basse                        | Prévu    |
| 2 | Contrat de 3 millions $ dans le cadre de la mission ELaNa 42, transportant un total de 3 CubeSats, |              |                             |                                                            |           |                                     |          |
| 3 | | 2023         | Cap Canaveral LC-16         | Inconnu                                                    |           |                                     | Prévu    |
| 3 | Troisième vol de Terran 1, transportant une charge utile non dévoilée. Dernier vol du premier bloc avant l'arrivée d'une nouvelle version avec un moteur-fusée Aeron-R sur le premier étage. |              |                             |                                                            |           |                                     |          |
| | | 2023         |                             | Plusieurs satellites ( Spaceflight Inc.)                   |           | Orbite basse                        | Prévu    |
| Contrat d'au moins un lancement avec la société Spaceflight Inc., avec l'option de lancements supplémentaires | |              |                             |                                                            |           |                                     |          |
| | | 2023         |                             | Plusieurs satellites ( Momentus)                           | 10–350 kg | Orbite de transfert géostationnaire | Prévu    |
| Contrat d'au moins un lancement avec la société Momentus, avec l'option de 5 lancements supplémentaires. | |              |                             |                                                            |           |                                     |          |
| | | 2023         | Cap Canaveral ou Vandenberg | Plusieurs charges utiles ( TriSept)                        |           | Orbite basse                        | Prévu    |
| Lancement pour une charge utile principale et plusieurs charges utiles supplémentaires pour le compte de l'entreprise TriSept. | |              |                             |                                                            |           |                                     |          |
| | | 2023         |                             | 1 charge utile ( Mu Space)                                 |           | Orbite basse                        | Prévu    |
| Lancement d'une seule charge utile pour l'entreprise Mu Space. | |              |                             |                                                            |           |                                     |          |
| | | 2023         |                             | 1 charge utile ( département de la Défense des États-Unis) |           | Orbite basse                        | Prévu    |
| En mars 2021, la société a été sélectionnée par le département de la Défense américain pour le lancement d'un micro-satellite aux caractéristiques non spécifiées. | |              |                             |                                                            |           |                                     |          |
| | | 2023         | Vandenberg                  | Iridium NEXT x 1 ( Iridium Communications)                 | 850 kg    | Orbite basse (86.4°)                | Prévu    |
| En juin 2020, la société Iridium a passé un accord pour le lancement de 6 satellites Iridium NEXT de 850 kg chacun depuis le futur site de lancement situé sur la base de Vandenberg. En septembre 2022, la société a accordé un contrat à SpaceX pour le lancement de 5 des 6 satellites Iridium NEXT, le dernier devant être lancé par Terran 1. | |              |                             |                                                            |           |                                     |          |
| | | 2023         |                             | Lightspeed x ? ( Télésat)                                  |           | Orbite basse                        | Prévu    |
| Contrat pour de multiples lancements de satellites pour la constellation d'internet par satellite de la société Télésat. | |              |                             |                                                            |           |                                     |          |